# دوستان برازنده
دوستان برازنده (کره‌ای: 우아한 친구들؛ انگلیسی: Graceful Friends) یک مجموعه تلویزیونی محصول کره جنوبی سال ۲۰۲۰ با بازی یو جون سانگ، سونگ یون آه، به سو بین، هان اون جونگ، کیم سونگ اوه و کیم هه اون است. این مجموعه از ۱۰ ژوئیه تا ۵ سپتامبر ۲۰۲۰، روزهای جمعه و شنبه ساعت ۲۲:۵۰ (کی‌اس‌تی) از جی‌تی‌بی‌سی برای ۱۶ قسمت پخش شد. دوستان برازنده برای استریم در نتفلیکس و دیزنی پلاس در مناطق منتخب قابل دسترسی است.